# Ford Transit Custom
La Ford Transit Custom es una furgoneta de tamaño medio con tracción delantera fabricada por Ford Europa desde 2012. Es la versión más pequeña del Ford Transit. Al igual que con el resto de la línea Transit, las versiones de pasajeros más lujosas tienen la marca Tourneo Custom.

## Primera generación (2012)
La Ford Transit Custom fue presentada en el Salón de Vehículos Comerciales de 2012 en el Centro Nacional de Exposiciones de Birmingham, Inglaterra. Actualmente, la Transit Custom no se vende en Estados Unidos y Canadá, pero sí en México. No se vendió en China hasta 2016. En 2017 se introdujo una versión actualizada con leves cambios de estilo y una nueva familia de motores.                    

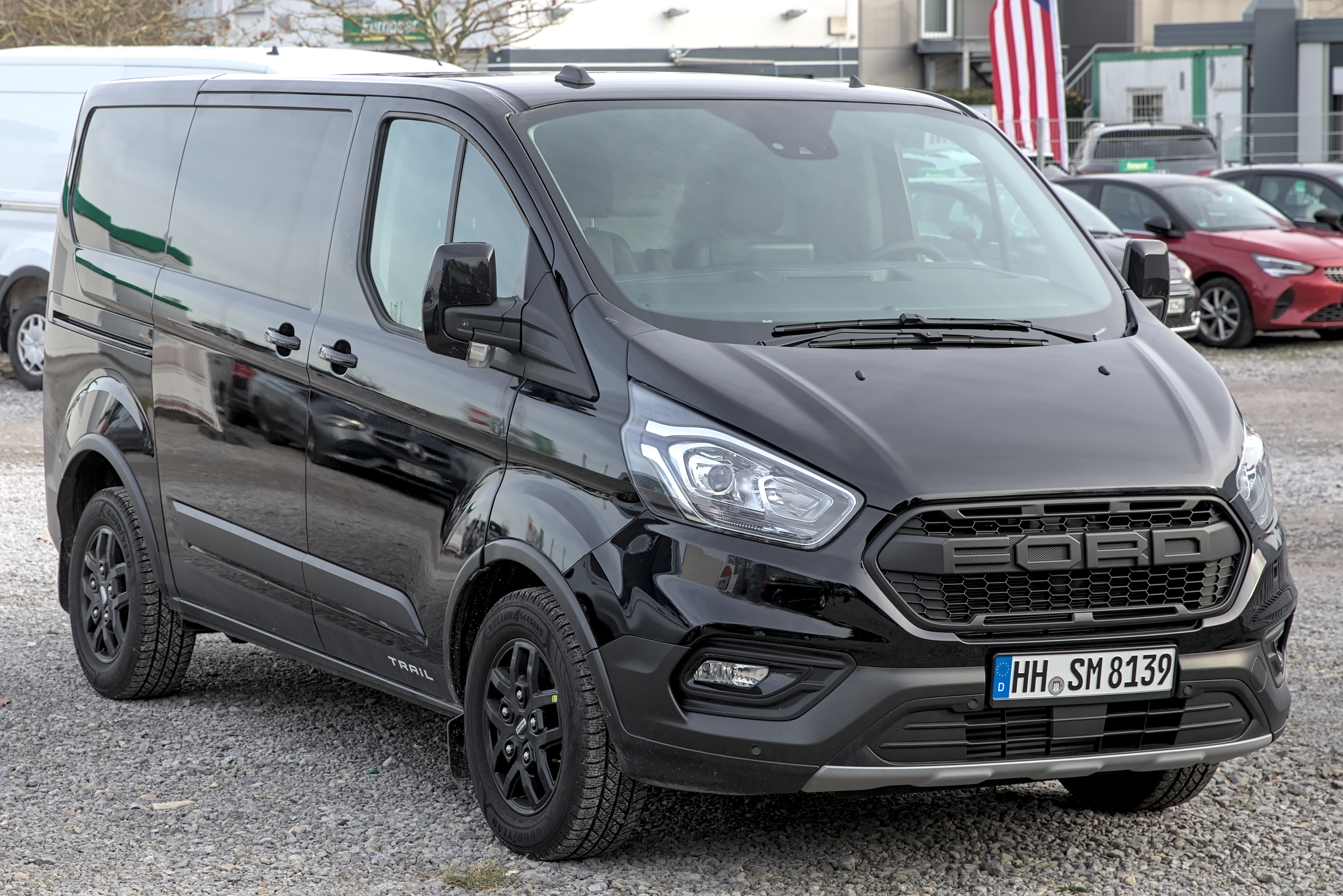
Ford Transit
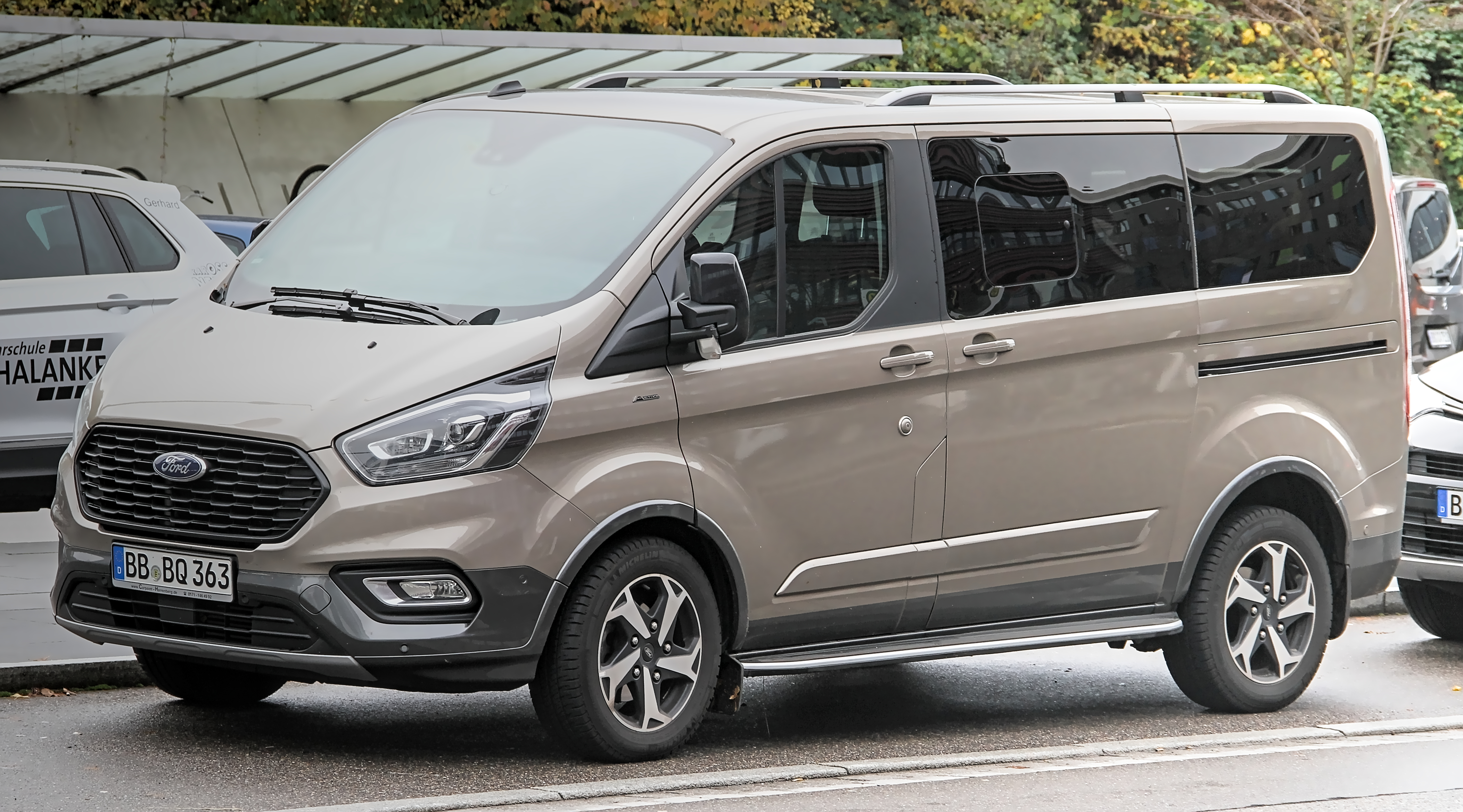
Ford Tourneo Custom Active

## Segunda generación (2023)
La Transit Custom de segunda generación se presentó en marzo de 2021 y la producción comenzará en Ford Otosan en 2023.  El próximo (en 2024) Volkswagen Transporter (T7) se fabricará como hermano de la Transit Custom de segunda generación.
El 22 de noviembre de 2022, se reveló la versión para pasajeros, Tourneo Custom. Al igual que la furgoneta, el monovolumen estará disponible en versiones eléctrica, híbrida enchufable y diésel, así como en la variante crossover Active.
La E-Transit Custom es una variante de furgoneta con motor eléctrico a batería anunciada en marzo de 2021 junto con la Transit Custom de segunda generación  y recibió su nombre final en mayo de 2022. Las especificaciones clave incluyen un rango estimado de 263 millas (423 km) utilizando el ciclo de conducción WLTP. Se espera que la producción del E-Transit Custom comience en la segunda mitad de 2023 en Ford Otosan. El E-Transit Custom totalmente eléctrico agrega otra opción de tren motriz tanto al VW T7 Transporter como al Ford Transit Custom, que se espera que continúen ofreciendo opciones de híbrido suave, híbrido enchufable y diésel.
El volumen máximo de carga oscila entre 5.8 to 9.0 m   llevando una carga de hasta 1,100 kg (2400 libras) ; la longitud máxima de carga que se puede acomodar es de 3,450 milímetros (136 en). La furgoneta se ofrecerá con distancia entre ejes corta o larga y techo bajo o alto.

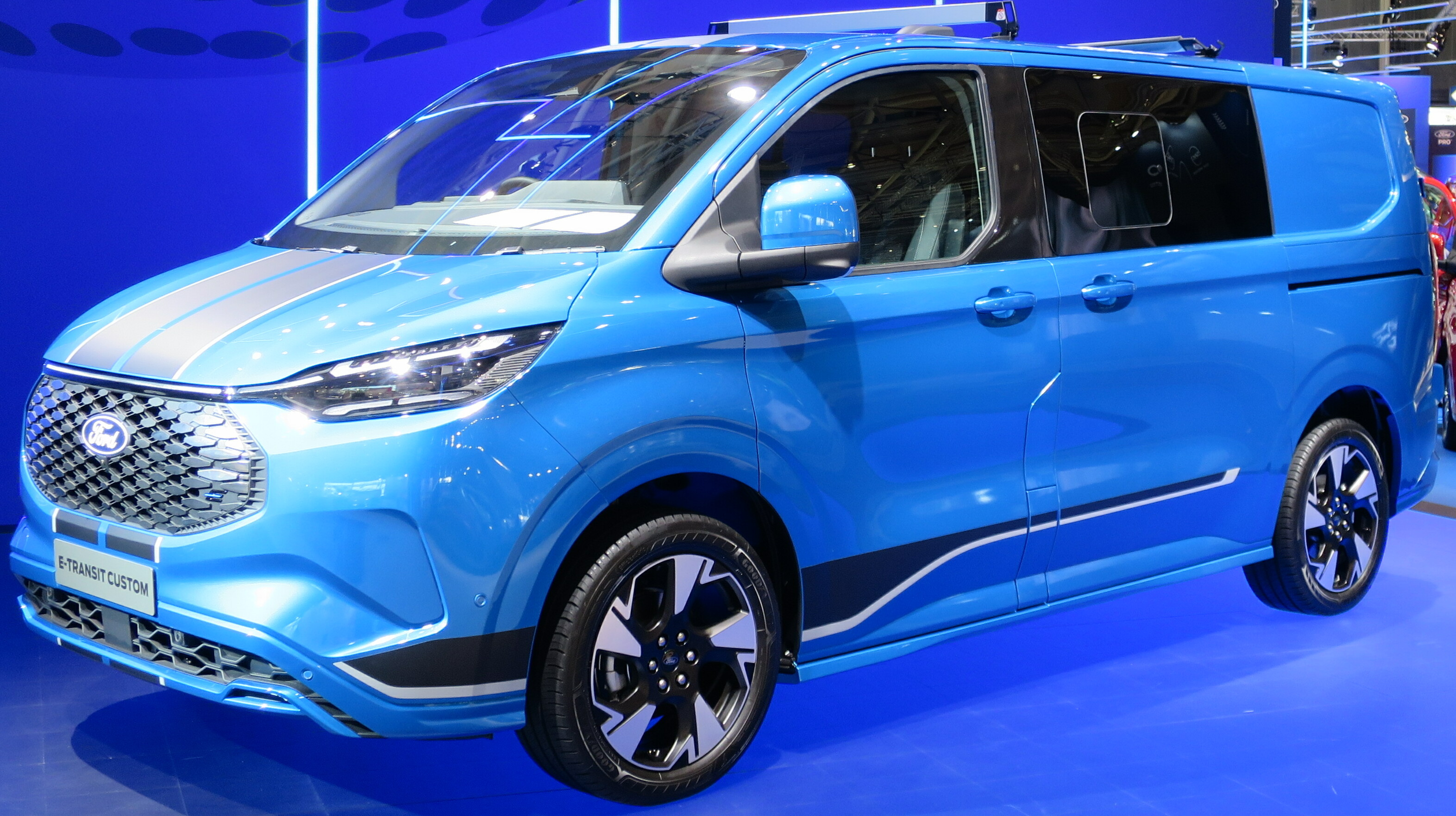
E-Transit Custom en exhibición en el Transporte IAA 2022